# St. Peter (Rheinberg)

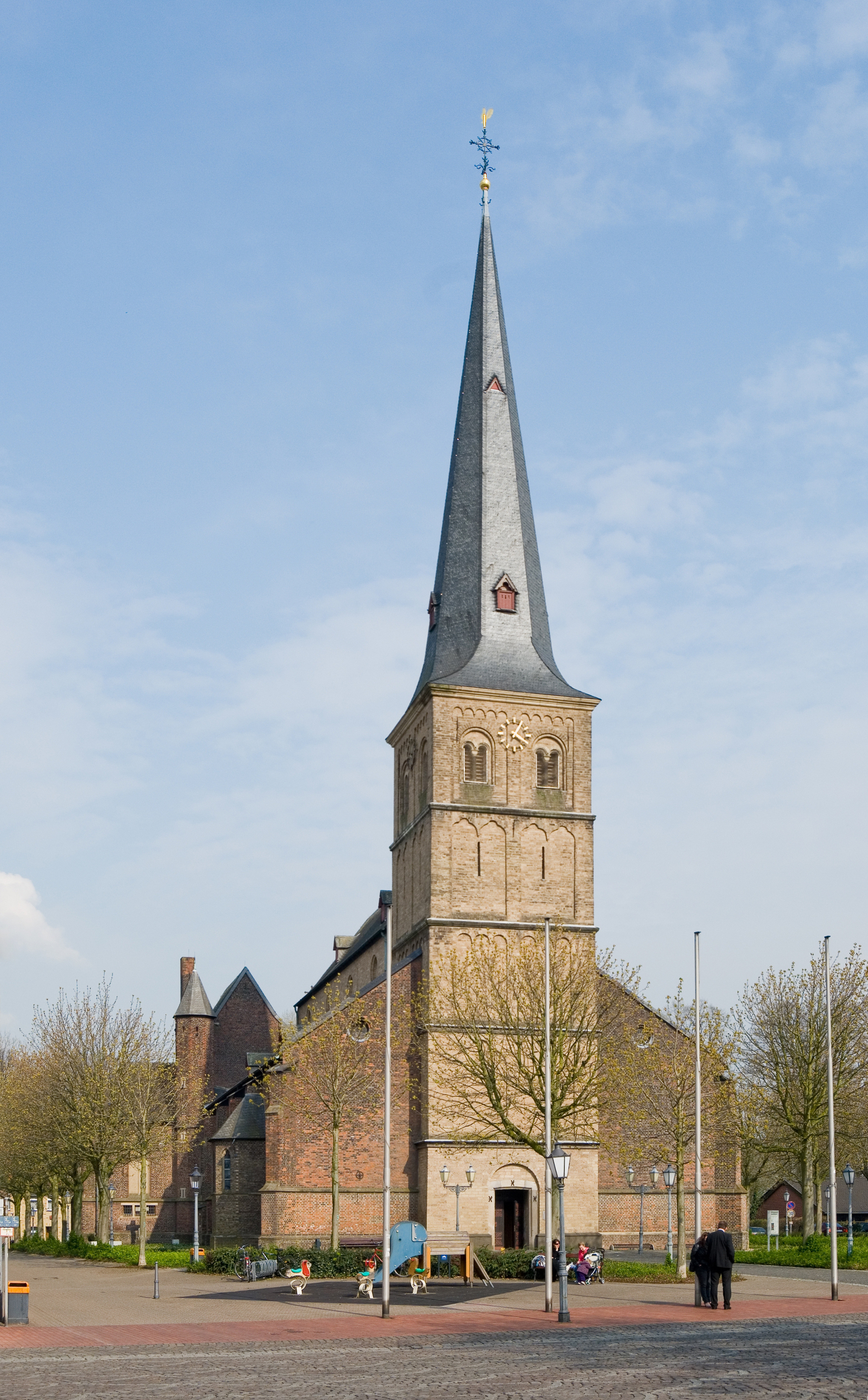
Blick über den Marktplatz zur katholischen Kirche St. Peter (2012)

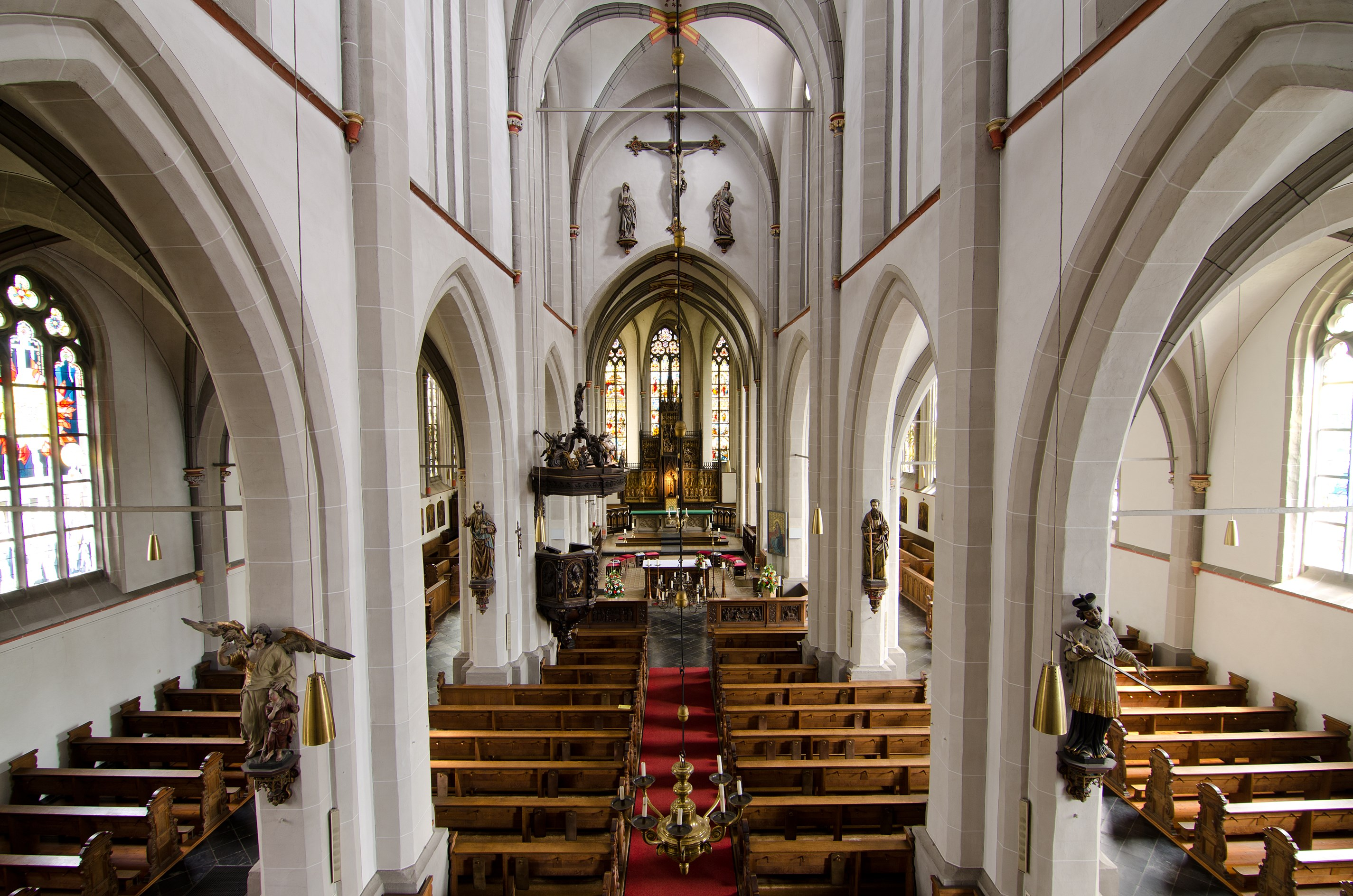
Blick von der Orgelempore in das Innere von St. Peter (2014)

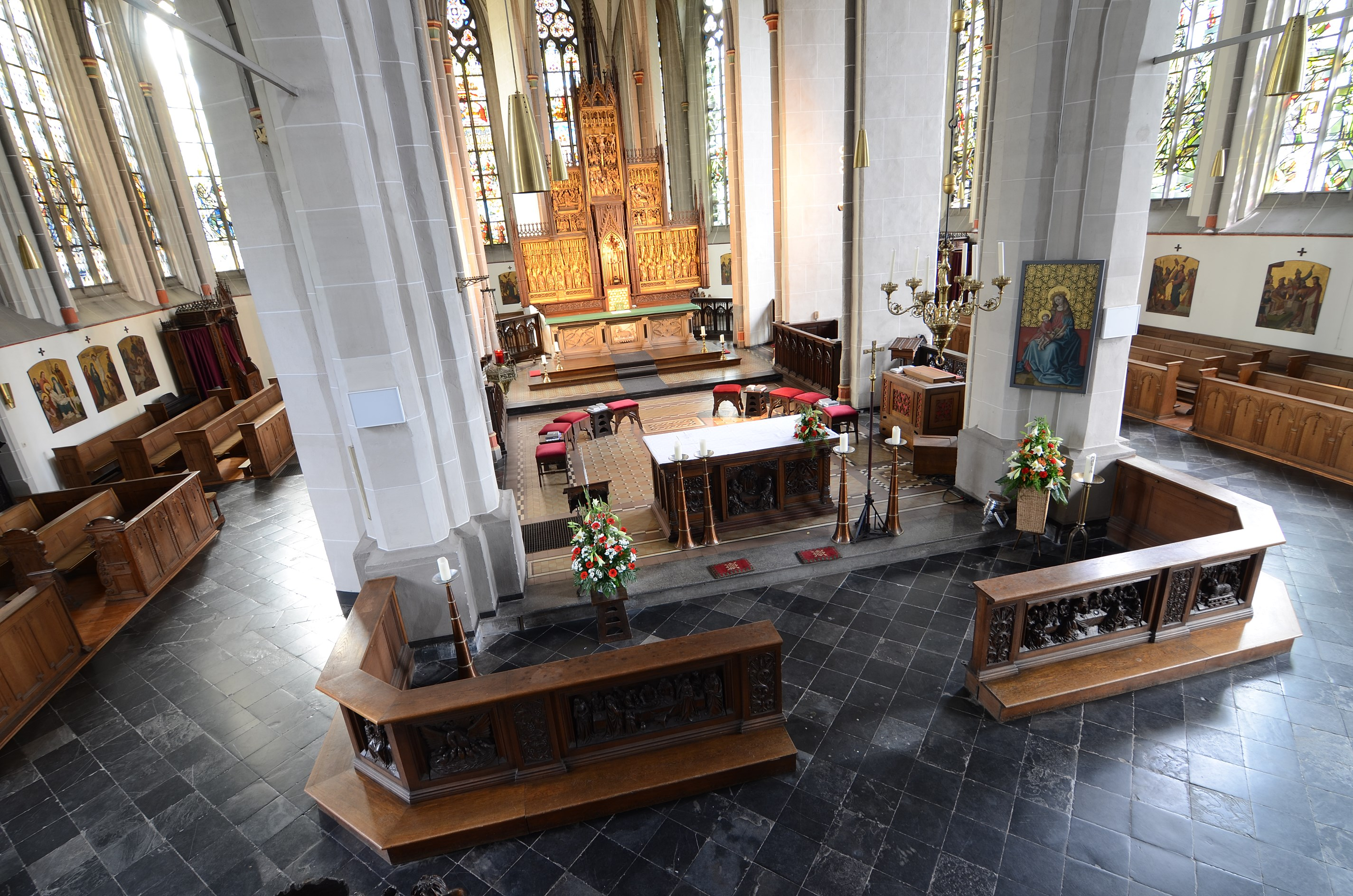
Chor mit beleuchtetem Hochaltar

Die katholische Pfarrkirche St. Peter steht im Zentrum der Stadt Rheinberg, östlich des Marktplatzes, am Niederrhein im Kreis Wesel in Nordrhein-Westfalen. Ihre Geschichte reicht bis in den Anfang des 12. Jahrhunderts zurück, der heutige, von der Gotik geprägte Bau wurde am Ende des selbigen errichtet. Der dem heiligen Peter geweihte Sakralbau gehört zum Dekanat Xanten im Bistum Münster.

## Geschichte
Erstmals urkundlich erwähnt wurde die katholische Kirche 1106 auf einem Dokument, welches ihre Übereignung an den St. Kunibertstift in Köln durch den Erzbischof Friedrich I. von Schwarzenburg regelte. Ende des 12. Jahrhunderts wurde ein neuer, einschiffiger Tuffsteinbau im Stil der Spätromanik errichtet. Ab 1392 folgte ein langwieriger Umbau, beeinflusst durch die Gotik, indessen Zuge ein Chor mit Hallenumgang und Sakristei, angelehnt an die Düsseldorfer St.-Lambertus-Kirche, sowie Seitenschiffe angebaut wurden. Das Langhaus wurde überhöht und eingewölbt. Der Westturm wurde bei den bis zum Ende des 15. Jahrhunderts dauernden Renovierungsmaßnahmen an die Kirche angegliedert. Dieser wurde 1567 durch einen Brand beschädigt und erst 1637 wieder aufgebaut. Weitere Instandsetzungen fanden von 1843 bis 1845 an Kirche und 1885 am Turm sowie Ausbesserungen nach dem Zweiten Weltkrieg von 1945 bis 1951 statt.

## Beschreibung und Ausstattung
Die dreischiffige Basilika mit ihrem eingezogenen, spätromanischen, fünfgeschossigen Westturm besteht sowohl aus Tuff als auch aus Backstein. Die Chorfenster stammen von Friedrich Stummel, 1890–1892, und Egbert Lammers, 1954–1962. Der Hochaltar besteht aus zwei spätgotischen Schnitzaltären, 1845 nach Entwurf des Kölner Dombaumeisters Ernst Friedrich Zwirner im neugotischen Stil vereint: oberhalb der Passionsschrein aus Antwerpen um 1520, darunter Brüsseler Apostelschreine mit 14 Heiligenfiguren aus der Zeit um 1440. Zu diesen gehörten elf Tafelbilder, die sich, mittlerweile getrennt, auch in der St.-Peter-Kirche befinden. Außerdem erwähnenswert ist die üppig geschnitzte barocke Kanzel von 1701 und die niederrheinische Pietà, eine um 1500 entstandene, hölzerne Taufkapelle.

### Orgel

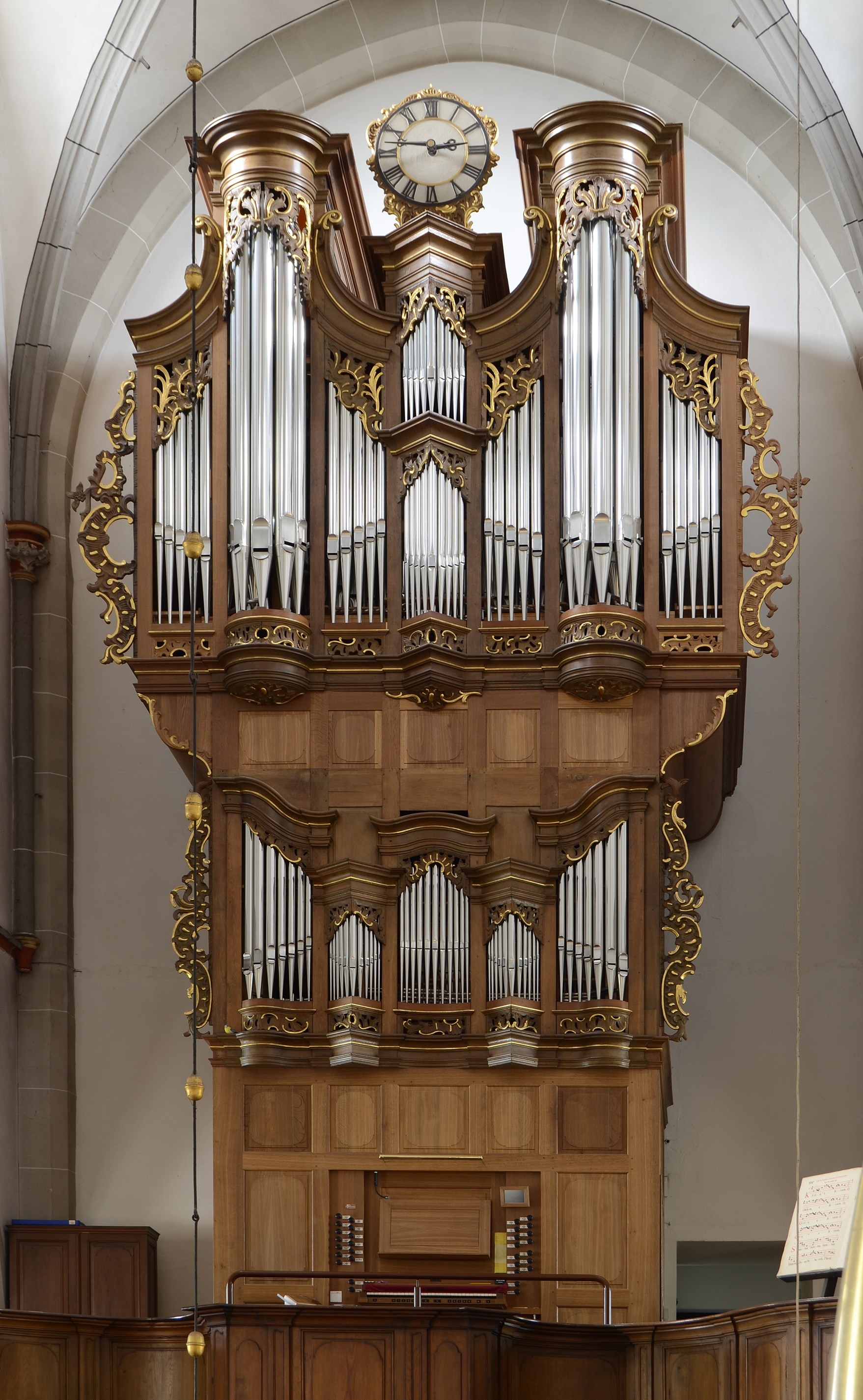
Weimbs-Orgel mit Prospekt der Gebrüder Stumm von 1769

Der ursprüngliche Orgelprospekt stammt von den Gebrüdern Stumm und ist auf das Jahr 1769 datiert. 1967 wurde das Instrument von der Firma Walcker neu konzipiert. 2009 wurde eine neue Orgel von Weimbs Orgelbau mit 21 Registern auf zwei Manualen und Pedal installiert, wobei das alte Äußere erhalten wurde.
| I Hauptwerk C–a3 |                    |     |
| 1.               | Bourdon            | 16′ |
| 2.               | Principal          | 8′  |
| 3.               | Hohlflaut          | 8′  |
| 4.               | Gamba              | 8′  |
| 5.               | Octave             | 4′  |
| 6.               | Flaut douce        | 4′  |
| 7.               | Salicional         | 4′  |
| 8.               | Superoctave        | 2′  |
| 9.               | Mixtur V           | 1′  |
| 10.              | Cornet III (ab f0) | 4′  |
| 11.              | Trompete           | 8′  |
| 12.              | Clairon            | 4′  |

| II Brustwerk C–a3 |               |        |
| 13.               | Hohlpfeife    | 8′     |
| 14.               | Flaut travers | 8′     |
| 15.               | Principal     | 4′     |
| 16.               | Quinte        | 3′     |
| 17.               | Flöte         | 2′     |
| 18.               | Terz          | 1 3⁄5′ |
| 19.               | Krummhorn     | 8′     |
|                   | Tremulant     |        |

| Pedal C–f1 |                       |     |
| 20.        | Subbass               | 16′ |
|            | Principalbass (Nr. 2) | 8′  |
|            | Gedecktbass (Nr. 3)   | 8′  |
|            | Oktavbass (Nr. 5)     | 4′  |
| 21.        | Posaune               | 16′ |
|            | Trompete (Nr. 11)     | 8′  |
|            | Clairon (Nr. 12)      | 4′  |

- Koppeln: II/I, I/P, II/P
- Effektregister: Nachtigall, Zimbelstern.
- mechanische Spieltraktur, elektrische Registertraktur mit Setzeranlage
- Stimmung: Neidhardt für ein Dorf 1732

### Glocken
Im Kirchturm hängen vier Glocken:
- d' Johann Bourlet 1683
- es′ Johann Schweys 1727

- ges′ Petit gebr. Edelbrock 1950
- as′ Johann Bourlet 1683.